# Alien from L.A.
Alien From L.A. is een Amerikaanse sciencefictionfilm uit 1988, met in de hoofdrol Kathy Ireland. De regie van de film was in handen van Albert Pyun.

## Verhaal
Wanda Saknussemm is een nerdachtige tiener met een grote bril en piepstem. Ze woont in Los Angeles waar ze werkt in een klein restaurant. Na te zijn gedumpt door haar vriend, ontvangt ze een brief dat haar vader, die archeoloog is, is omgekomen. Ze vliegt meteen naar Noord-Afrika, waar hij aan het werk was. Daar vindt ze tussen zijn persoonlijke spullen aantekeningen over Atlantis. Klaarblijkelijk was dit een buitenaards schip dat millennia geleden op aarde is neergestort en gezonken naar het midden van de aarde. Wanda ontdekt onder haar vaders appartement een geheime kamer, en zet per ongeluk een kettingreactie in gang waardoor ze in een diep gat valt.
Wanneer ze wakker wordt, blijkt ze zich in een grot diep in de aarde te bevinden. Ze begint te vermoeden dat haar vader niet echt dood is, maar waarschijnlijk ook in deze grot is beland. Ze helpt een mijnwerker genaamd Gus te ontsnappen aan twee mensen. Gus, die met een dik Australisch accent praat, stemt toe Wanda te helpen zoeken naar haar vader. Wanda ontdekt al snel dat zowel zij als haar vader worden aangezien voor spionnen die blijkbaar een invasie zouden beramen tegen Atlantis.
Door alles wat ze meemaakt in het ondergrondse gangenstelsel verandert Wanda van een nerd in een sterkere en aantrekkelijkere vrouw. Ze wordt net als de andere mensen van de bovenwereld een “alien” genoemd door de Atlanteanen. Hoewel de meeste Atlanteanen haar niet gunstig gezind zijn, helpt een Atlanteaan genaamd Charmin haar. Wanda wordt gevangen door de kwaadaardige generaal Pykov, die ook haar vader gevangen heeft en beiden wil executeren. De Atlanteaanse leider besluit echter de twee te laten gaan op voorwaarde dat ze niemand over Atlantis vertellen.
Wanda en haar vader kunnen met behulp van een schip ontsnappen naar de bovenwereld. Charmin volgt hen, en begint een relatie met Wanda.

## Rolverdeling
| Acteur            | Personage                                      |
| ----------------- | ---------------------------------------------- |
| Kathy Ireland     | Wanda Saknussemm                               |
| William R. Moses  | Guten 'Gus' Edway                              |
| Richard Haines    | Prof. Arnold Saknussemm                        |
| Don Michael Paul  | Robbie                                         |
| Thom Mathews      | Charmin'                                       |
| Janet Du Plessis  | Gen. Rykov / Shank / Custom Officer            |
| Simon Poland      | Consul Triton Crassus / The Mailman            |
| Linda Kerridge    | Auntie Pearl / Roeyis Freki                    |
| Kristen Trucksess | Stacy                                          |
| Lochner De Kock   | Professor Paddy Mahoney / Professor Ovid Galba |

## Achtergrond
Wanda’s achternaam, Saknussemm, is een referentie naar het personage Arne Saknussemm uit Jules Vernes roman Naar het middelpunt der aarde.
De film werd in 1993 bespot in de cultserie Mystery Science Theater 3000. Vaste doelwitten waren Wanda’s piepstem, het accent van Gus en het uiterlijk van Atlantis.